# Sheko
Pour l’article homonyme, voir Sheko (woreda).
Le sheko est une langue afro-asiatique de la branche des langues omotiques parlée dans le Sud-Ouest de l'Éthiopie, au Nord de la rivière Gilo, par 23 785 Sheko.

## Les Sheko
Les Sheko se désignent, au singulier, par le terme de šeko (yaab). La langue est šəkoʔɛd ou šəku noogu.

## Classification
Le sheko est classé parmi les langues omotiques. Celles-ci sont considérées par certains linguistes comme étant une branche des langues afro-asiatiques. Une vue plus traditionnelle les considèrent comme le groupe occidental du couchitique.
La langue est classée par Bender (2000) dans le groupe des langues dizoïdes, avec le dizi et le nayi.

## Écriture
| a | b | ch | cʼ | d | e | ə | f | g | h | i | k | m | n | o | p | q | r | s | sh | sʼ | t | ts | u | w | x | xh | xs | xʼ | y | z | zh | zʼ | ʼ |

## Phonologie
Les tableaux montrent les phonèmes du sheko : les consonnes et les voyelles.

### Voyelles
|         | Antérieure    | Centrale      | Postérieure   |
| ------- | ------------- | ------------- | ------------- |
| Fermée  | i [i] ii [iː] |               | u [u] uu [uː] |
| Moyenne | e [e] ee [eː] | ə [ə]         | o [o] oo [oː] |
| Ouverte |               | a [a] aa [aː] |               |

### Consonnes
|               |               | Bilabiales | Alvéolaires | Rétrofl.  | Dorsales | Dorsales | Glottales |
| ------------- | ------------- | ---------- | ----------- | --------- | -------- | -------- | --------- |
| Palatale      | Vélaires      | Bilabiales | Alvéolaires | Rétrofl.  |          |          | Glottales |
| Occlusives    | Sourde        | p [p]      | t [t]       |           |          | k [k]    | ʔ [ʔ]     |
| Occlusives    | Glottalisée   |            | t’ [tʼ]     |           |          | k’ [kʼ]  |           |
| Occlusives    | Sourde        | b [b]      | d [d]       |           |          | g [g]    |           |
| Fricatives    | sourde        | f [f]      | s [s]       | ʂ [ʂ]     | š [ʃ]    |          | h [h]     |
| Fricatives    | Sonore        |            | z [z]       | ʐ [ʐ]     | ž [ʒ]    |          |           |
| Affriquées    | Sourde        |            | ts [t͡s]     | tʂ [t͡ʂ]   | č [ t͡ʃ ] |          |           |
| Affriquées    | Glottalisée   |            | ts’ [t͡sʼ]   | tʂ’ [t͡ʂʼ] | č’ [t͡ʃʼ] |          |           |
| Liquides      | Liquides      |            | r [r]       |           |          |          |           |
| Nasales       | Nasales       | m [m]      | n [n]       |           |          |          |           |
| Semi-voyelles | Semi-voyelles | w [w]      |             |           | y [j]    |          |           |

## Sources
- (en) Lionel M. Bender, Comparative Morphology of the Omotic Languages, Munich, Lincom Europa, coll. « Lincom Studies in African Linguistics » (no 19), 2000, 254 p. (ISBN 3-89586-251-7)
- (en) Anneke Christine Hellenthal, A grammar of Sheko (thèse de doctorat), Leiden University, coll. « LOT dissertations series » (no 258), 2010 (présentation en ligne, lire en ligne)